# Shingo Tachi
Shingo Tachi (jap. 舘信吾 Tachi Shingo; ur. 1 września 1977, zm. 11 marca 1999 w Aida) – japoński kierowca wyścigowy.

## Kariera
Tachi rozpoczął karierę w międzynarodowych wyścigach samochodowych w 1996 roku od startów w Brytyjskiej Formule 3, gdzie został wicemistrzem w klasie narodowej. W późniejszych latach Japończyk pojawiał się także w stawce Japońskiej Formuły 3, Super GT oraz Grand Prix Makau.
Zmarł w wyniku obrażeń odniesionych w wypadku na torze TI Circuit Aida.